# Siem Praamsma
Siem Praamsma (Amsterdam, 18 april 1921 - Californië, 21 april 2016) was een van oorsprong Nederlandse striptekenaar en -schrijver. 

## Biografie
Praamsma begon zijn carrière in 1942 bij de Toonder Studio's. Drie jaar later verscheen de eerste aflevering van zijn strip Stanny Stamp, spoedig gevolgd door Jochem Jofel in De Waarheid. Van Jochem Jofel zouden uiteindelijk dertien verhalen verschijnen. Al kort na de eerste aflevering van Jochem Jofel publiceerde Praamsma enkele andere reeksen van stripverhalen: Humpo Hotsflots, Ootje Teur, Bullie Pats en De Tweede Pimpernel.
Enkele jaren na de Tweede Wereldoorlog is Praamsma geëmigeerd naar Australië, waar hij onder andere als reclametekenaar heeft gewerkt. In 1959 is hij naar de Verenigde Staten verhuisd, waar tot aan zijn dood gewoond heeft. Hij was van 1944 tot haar overlijden in 2014 getrouwd met Loeki Uittenbroek.

## Werken
Praamsma heeft vooral onder de naam van anderen gewerkt, onder andere aan projecten bij Toonder Studio's en bij Hanna-Barbera in de Verenigde Staten. Onder zijn eigen naam heeft hij gepubliceerd:

### Ondertekststrips
Stanny Stamp:
1. Met verlof (= Dappere Dikje en Kruimeltje vangen een dief) - afl. 1-28; ca.1945

Jochem Jofel, oorspronkelijk gepubliceerd in De Waarheid:
1. Het Avontuur in de Slummerdamse Bergen (afl. 1-42): 14-07-1945 - 03-09-1945;
2. De erfenis van de oude Jofel (afl. 43-118): 05-09-1945 - 05-12-1945;
3. De zwaartekrachtmachine (afl. 119-159): 06-12-1945 - 05-02-1946;
4. Baron Poeth van Banck-Rhoetinghe (inleiding en afl. 160-205): 06-02-1946 en 07-02-1946 - 01-04-1946;
5. Als detective (afl. 206-294): 02-04-1946 - 20-07-1946;
6. Jochem Jofels reis naar Amerika (afl. 295-337 en vakantieaankondiging): 22-07-1946 - 09-09-1946 en 10-09-1946;
7. De geest van Ugh Wau (afl. 338-420): 17-09-1946 - 21-12-1946;
8. De verdwenen kroonprins (afl. 421-456): 23-12-1946 - 07-02-1947 (met afscheidsaankondiging);
9. Nieuwe avonturen van Jochem Jofel (= Het kunstparadijs) (afl. 1-60): 22-11-1947 - 03-02-1948;
10. De betoverde vaas (afl. 1-60): 04-02-1948 - 16-04-1948;
11. De zwarte piraat (afl. 1-60): 17-04-1948 - 30-06-1948;
12. De uitvinding van meneer Wonderwat (afl. 1-60): 01-07-1948 - 10-09-1948;
13. Tube Verf en heer Jofel van Toffensteijn (afl. 1-60): 11-09-1948 - 19-11-1948;
14. Het Grobbelaar-effect (afl. 1-6; onvoltooid en ongepubliceerd); ca. 1994.

Humpo Hotsflots, oorspronkelijk (onder andere) gepubliceerd in De Winschoter Courant:
1. Het Geheim van de Schilderlijst (= Als kunstenaar) (afl. 1-43);
2. De Biljetjesdrukkers (= Verliest een penseel) (afl. 44-85);
3. Koning voor een dag (= Verslaat een mug) (afl. 86-128);
4. Het levende schilderij (= Het betoverde kasteel) (afl. 129-172);
5. De mislukte bestelling (= De robot) (afl. 173-215).

Ootje Teur:
1. De wenshandschoenen (afl. 1-78);
2. Het eiland Oroboma (afl. 1-43);
3. Het betoverde kasteel (afl. 1-46).

De avonturen van Stokie:
1. De avonturen van Stokie met Ter Schiphorst (afl. 1-6). Reclamestrip voor gashaarden, gepubliceerd in de Zuidercourant op 11 oktober 1951.

### Ballontekststrips
Bullie Pats (4 pagina's; onvoltooid).
Beeldromans (grotendeels over De 2de Pimpernel).
1. De 2de Pimpernel
2. De 2de Pimpernel grijpt in
3. De 2de Pimpernel in moeilijkheden
4. De 2de Pimpernel onder hoogspanning
5. Pimpernel beeldroman. Professor Klein redt de beschaving
6. Jacht op Lierens!
7. De jacht wordt voortgezet!
8. Wie doodde Herbert Johnson?
9. Wild-West beeldroman Crashtown
10. Detectiveverhaal in beeld: Tung Li

### Korte verhalen
Geschrijf (23 korte teksten over diverse onderwerpen).